# حارة ابن خلدون (الصافية)
حارة ابن خلدون هي إحدى حارات حي الصافية بمديرية الصافية إحد مديريات العاصمة اليمنية صنعاء، بلغ تعداد سكانها 9089 نسمة حسب تعداد اليمن لعام 2004.